# Neurotypique
Pour les articles homonymes, voir NT.
Le terme neurotypique (abrégé NT) désigne une personne ayant un fonctionnement neurologique considéré dans la norme, et ne présentant pas l'une des conditions neurologiques suivantes : autisme, troubles dys et Trouble du déficit de l'attention avec ou sans hyperactivité (TDAH). Il est utilisé par opposition au terme neuroatypique, ces conditions neurologiques ayant la particularité de ne pas relever du retard mental, mesurable par le quotient intellectuel.
Ce terme est utilisé par des militants de la neurodiversité. Au Royaume-Uni, la National Autistic Society recommande fortement l’utilisation du terme « neurotypique » aux journalistes. Ce terme est également parfois utilisé dans la communauté scientifique,,.

## Définition
Formé à partir de « neuro » qui fait référence au système neuronal, et de « typique » qui est synonyme de normal, majoritaire ou habituel, le terme est devenu au fil du temps un mot désignant toutes les personnes sans différence neurologique, en opposition aux « neurodivergents » (c'est-à-dire les gens qui relèvent de la neurodiversité). Autrement dit, ce mot représente tous ceux qui ne sont pas autistes et n'ont ni troubles dys, ni trouble du déficit de l’attention (avec ou sans hyperactivité).
En anglais, le mot « neurotypical » est parfois remplacé par « nypical » ou « allistic» à tort car, en français, « alliste » désigne simplement une personne non-autiste : une personne alliste peut ne pas être neurotypique et avoir par exemple un TDAH.
L'antonyme de ce mot est « neuroatypique ».

## Humour
Afin de dénoncer la pathologisation du spectre de l'autisme, des autistes ont écrit une définition humoristique du « syndrome neurotypique ». L'utilisation de la figure d'antiphrase montre qu'il est possible de transformer un comportement humain normal en trouble mental, comme l'a déjà été l'homosexualité et comme le subissent encore les autistes avec le diagnostic TSA.
Le « syndrome neurotypique » est un « trouble neurobiologique caractérisé par un souci de préoccupations sociales, des délires de supériorité et l'obsession de conformité »,.